# 2114
2114 (ММCXIV) е обикновена година, започваща в понеделник според Григорианския календар. Тя е 2114-ата година от новата ера, сто и четиринадесетата от третото хилядолетие и петата от 2110-те.